# Юннянь
Юння́нь (кит. упр. 永年, пиньинь Yǒngnián) — район городского подчинения городского округа Ханьдань провинции Хэбэй (КНР).

## История
При империи Хань на этой территории находились уезды Цюйлян (曲梁县), Гуаннянь (广年县) и Иян (易阳县). При империи Северная Ци в 556 году уезд Цюйлян был присоединён к уезду Гуаннянь. При империи Суй в 586 году уезд Иян был переименован в Ханьдань (邯郸县), а в 590 году — в Линьмин (临洺县); когда наследником престола стал Ян-ди, личным именем которого было «Гуан», из-за практики табу на имена уезд Гуаннянь в 601 году был переименован в Юннянь (永年县). При империи Сун в 1073 году уезд Линьмин был присоединён к уезду Юннянь.
В 1949 году был создан Специальный район Ханьдань (邯郸专区), и уезд вошёл в его состав. В 1970 году Специальный район Ханьдань был переименован в Округ Ханьдань (邯郸地区). В июне 1993 года округ Ханьдань и город Ханьдань были расформированы, и образован Городской округ Ханьдань.
30 сентября 2016 года уезд Юннянь был преобразован в район городского подчинения.

## Административное деление
Район Юннянь делится на 5 посёлков и 12 волостей.

## Экономика

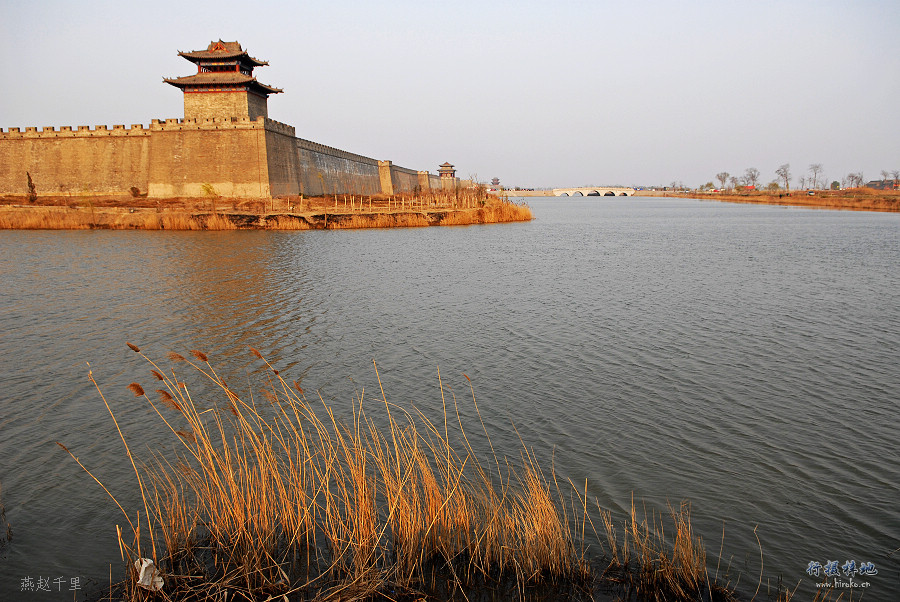
Древний город Гуанфу — главная туристическая локация района

Район Юннянь является крупнейшим в Китае центром производства и продажи крепежных изделий. В 2023 году объем производства крепежа в этом районе превысил 42 млрд юаней (5,73 млрд долл. США), что составило 58 % китайского и 28 % мирового рынка. В отрасли работало более 30 тыс. предприятий, обеспечивающих занятость 340 тыс. человек. Продукция экспортируется в более чем 110 стран и регионов мира.
История «крепежной столицы» началась в 1960-х годах, когда местные жители в свободное от сельскохозяйственных работ время начали производить винты. После экономических реформ появилось много семейных мастерских, которые постепенно заменили коллективные производства. В 2017 году власти района приступили к модернизации производства, создав специализированный промышленный парк с автоматизированными линиями.